# La vergine azzurra
La vergine azzurra è il primo libro della scrittrice Tracy Chevalier.

## Trama
Il romanzo si svolge in due direzioni parallele, che coincidono negli ultimi due capitoli. La 
prima "storia" è ambientata nella seconda metà del Cinquecento e narra di Isabelle du Moulin, una ragazza nata e cresciuta a Mont Lozère, paesino della Francia meridionale. Isabelle è guardata in modo malevolo dai suoi compaesani: sua madre è una levatrice, professione considerata segno di stregoneria, e i suoi capelli sono rossi: rossi, come la Vergine, la cui statuetta è stata messa nell'edicola della chiesa dal duca de L'Aigle. Proprio quella statuetta è al centro del furore del popolo, a causa delle parole di Monsieur Marcel, semplice maniscalco che ha sulle labbra le parole di Giovanni Calvino: non bisogna più rivolgersi ai Santi né alla Madonna ma pregare direttamente Dio. È allora il momento di distruggere tutti gli ornamenti e le vanità che distolgono la mente dalla preghiera: Etienne Tournier, il giovane figlio della famiglia più ricca del villaggio, l'unica a possedere una Bibbia porge il rastrello a Isabelle, "la Rossa"; è lei che deve vibrare il primo colpo, e anche se le piange il cuore ("non vedrò mai più un azzurro come quello", pensa) è costretta a farlo. Poco tempo dopo, sposa proprio Etienne, da cui aspetta un bambino, nonostante non lo ami e sia vista come una strega dalla sua famiglia. Avrà tre figli: Petit Jean, il più coraggioso ma anche il più crudele, Jacob, il più tranquillo, e Marie, la prediletta, la figlia della speranza. Ogni primavera incontra Paul, un pastore con cui non si capisce bene che rapporto abbia in quanto non vengono dette molte cose. Anni dopo, i cattolici invadono il villaggio nella Notte di San Bartolomeo, in cerca dei nobili ugonotti e dei loro servi più in vista. I Tournier sono in pericolo, e dopo aver rifiutato aiuto dal duca (aiuto invece accolto dalla sorella di Etienne, Susanne, e dal marito) vedono i soldati bruciare tutto e uccidere il capofamiglia Jacob. Sono dunque costretti a fuggire a Moutier, in Svizzera. Lì Isabelle può forse sperare di trovare un po' di pace, perché nessuno la conosce e nessuno la chiama "Rossa". Ritrova persino l'azzurro che credeva perduto, prima nella vetrata di una chiesa e poi nel panno di un mercante italiano. Ma anche a Moutier la pace è destinata a finire e il tempo porta pesanti segreti da custodire: Isabelle aiuta Pascale, la figlia del locandiere, rimasta incinta dopo una violenza, ad abortire; tiene nascosto a tutti un capretto che è stato partorito in ritardo, e lo baratta nientemeno che con il panno azzurro; infine, alla biondissima Marie iniziano a spuntare ciocche rosse che Isabelle strappa subito. I segreti vengono presto o tardi svelati: il figlio Petit Jean riferisce al padre del capretto, e vicino al luogo dove era custodito viene trovato del sangue (segno dell'aborto di Pascale); basta ciò a far tornare le vecchie maldicenze. Inoltre Hannah, la suocera di Isabelle che da quella terribile notte non ha più parlato, scoperte anche le ciocche ramate tra i capelli della nipote, inizia a rivolgerle attenzioni che prima non mostrava affatto: le fa mangiare lardo sul pane e prugne a volontà. Etienne, che ha sposato Isabelle solo per sfida verso i genitori, inizia anche a picchiarla a causa delle voci che girano di nuovo su di lei, e vuole costruire un camino, stranezza che gli altri abitanti non riescono a capire. L'uomo si giustifica dicendo che d'inverno fa troppo freddo, ma Isabelle sa che nella vecchia casa dei Tournier in Francia attorno al camino aleggiava un alone di mistero e delle credenze che nessun membro della famiglia le aveva voluto svelare. Pochi mesi dopo, Isabelle aspetta un altro figlio, e il panno azzurro scompare; il mistero viene svelato alla funzione domenicale, quando sua figlia Marie si inginocchia per ricevere la Comunione e dal vestito nero spunta un pezzo di azzurro: Pascale, con la complicità di Jacob, ne ha fatto un vestito. La folla mormora, e la furia di Etienne si scatena. Madre e figlia vengono divise, Isabelle viene mandata a casa con la suocera e molte ore dopo vede tornare il marito e i due figli maschi. Chiede della sua bambina, ma Marie è scomparsa: la cerca dovunque, nei boschi, al fiume, senza risultato. Tornata a casa, rovista nel fienile trovando solo il vestito nero della figlia tutto bagnato e con le tasche piene di sassi. Corre in casa, e nota subito che la pesante lastra di granito per il camino è stata spostata, ma non nella parete più lontana come nella vecchia casa, bensì vicino all'entrata, posizione assolutamente anomala. Vi trova la suocera inginocchiata a pregare, e il marito con aria al tempo stesso colpevole e soddisfatta. Nota subito dopo una cosa terribile: un pezzo di stoffa azzurra esce da sotto la pietra. Allora tira finché non le rimane in mano, e capisce tutto ciò che le era apparso strano prima.
La seconda storia si svolge ai giorni nostri. Ella Turner, ventottenne americana e sposata, si è appena trasferita in Francia per il lavoro del marito Rick, a Lisle-sur-Tarn. paesino vicino a Tolosa. Ma la nuova vita non è facile come poteva sembrare a Ella: i cittadini le sono ostili, lei non parla bene la lingua e le sembra di sbagliare in ogni movimento. Inoltre cerca di avere un bambino, ma dalla prima notte inizia ad avere un incubo in cui vede una luce azzurra e canta un salmo in francese, salmo cantato dagli ugonotti nei momenti di paura. Spinta dalla noia e dal tentativo di riscuotersi dalla malinconia, decide di ascoltare il consiglio del padre che da anni la esorta a cercare i suoi antenati, di origine francese. Nelle sue ricerche ritrova la Bibbia dei Tournier con tutte le date di nascite e matrimoni, e soprattutto conosce Jean-Paul, un affascinante bibliotecario con cui avrà numerosi incontri-scontri, ma che la capisce come nessuno (ad esempio, quando i capelli di Ella da castani diventano improvvisamente ramati, il marito le chiede se ha fatto la tinta, mentre Jean-Paul le dice semplicemente "Sono diventati ramati"). Questo rapporto mette in serio pericolo il matrimonio con Rick: durante un viaggio del marito per lavoro, Ella cede al fascino del bibliotecario, non senza rimorsi. Decide così di andare in Svizzera dal cugino di suo padre, Jacob Tournier, che ha più notizie dei loro avi. Lì conosce Susanne, sua cugina, che ha avuto i suoi stessi incubi, e trova nei resti della casa di Isabelle a Moutier le ossa di Marie, con attaccati alcuni capelli (che sono del tutto rossi) e ancora dei brandelli di stoffa azzurra. Tornata in Francia, scopre di essere incinta, di Rick. Ma ormai il suo matrimonio non può più andare avanti, né la sua vita a Lisle. A Mont-Lozère, ospitata da Mathilde, la bibliotecaria del paese che l'ha aiutata a trovare la Bibbia e che nel frattempo è divenuta sua amica, scopre la vecchia fattoria dei Tournier, con altre ossa di un bambino sotto la lastra del camino; inoltre conosce colei che donò la Bibbia al Comune: Elisabeth Moulinier, che rassomiglia incredibilmente a Ella e che le propone di scrivere un libro sulla loro storia e di vivere con lei.

## Epilogo
Il romanzo si chiude con un nuovo parallelo: ai giorni nostri Ella (ormai all'ottavo mese di gravidanza) che galleggia nel fiume con i capelli sciolti (come faceva Isabelle quando viveva in Francia) e che parla con Elisabeth dei loro avi e del libro (dando inoltre ad intendere che ora viva con Jean-Paul); le ultime righe riportano di nuovo indietro nel tempo, e vedono Isabelle inginocchiata a pregare la Vergine davanti ad un crocevia: può tornare a Moutier, restare lì e lasciarsi morire o tornare in Francia dal suo pastore. Il romanzo si chiude così: "Jacob giunge al crocevia e trova la madre in ginocchio, immersa nell'azzurro. Lei non lo vede (...) si guarda intorno e prende la via che va ad occidente".

## Osservazioni
In questo primo romanzo l'autrice prende solo spunto dal periodo storico per raccontare una vicenda; una sorta di "storia nella storia". Da notare sono i parallelismi tra i personaggi: i nomi Isabelle/Ella, Isabelle du Moulin/Elisabeth Mouliner (chiaramente discendente dell'altro ramo dei Tournier); Etienne Tournier era biondo, come Rick, mentre il pastore Paul era bruno e scuro come Jean-Paul; i capelli di Ella quando giunge a Mont-Lozère diventano rossi come quelli di Isabelle e della piccola Marie, inoltre entrambe cedono all'"altro uomo". Quando Isabelle aspetta l'ultimo figlio, se ne accorge da un sapore metallico che sente in bocca, ed Ella lo scopre a casa di Mathilde quando non riesce a mangiare nulla per via dello stesso sapore. Altro elemento ricorrente è l'azzurro: a partire dalla statua della Vergine all'inizio del romanzo, passando poi per il dipinto del pittore Nicolas Tournier che raffigura la Vergine, grazie al quale Ella riconosce l'azzurro del sogno, ed infine la camicia di Jean-Paul: Ella veste sempre con colori naturali, bianco, marrone, grigio, ma dopo la notte passata con Jean-Paul e prima di partire per Moutier prende la camicia azzurra con la quale lo aveva visto la prima volta. Infine, la psoriasi che colpisce Ella quando giunge in Francia, si può identificare con la stessa malattia di Isabelle dopo che i suoi segreti sono stati svelati.

## Edizioni
- Tracy Chevalier, La vergine azzurra, traduzione di Massimo Ortelio, Neri Pozza editore, 2004,  pp. 317, cap. 10.